# VoWlan

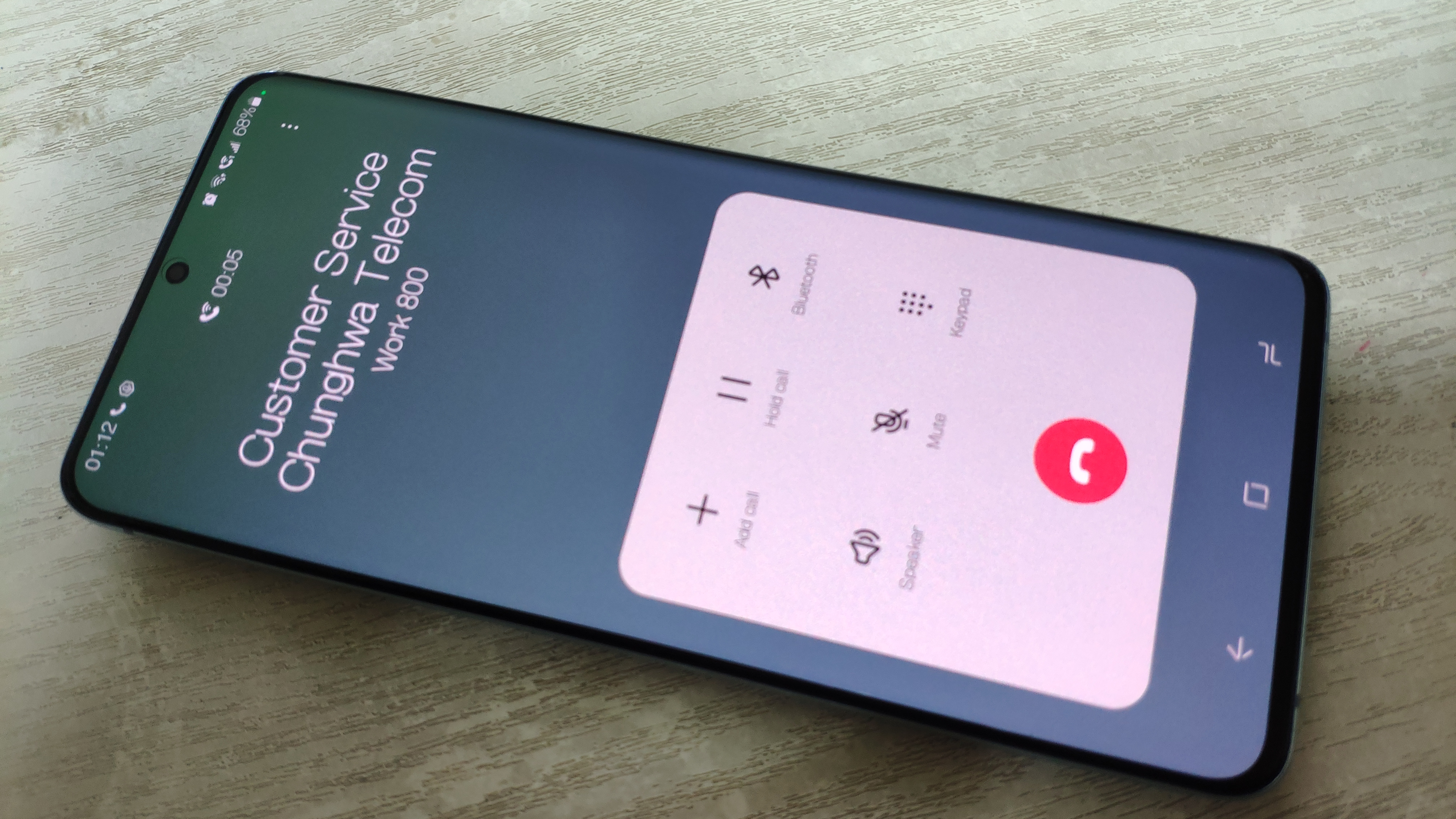
Um Telefone com Rede sem fio, um dos utilizadores de VoWLAN

VoWLAN (Voice over Wireless LAN) é o uso de uma rede sem fio com a finalidade da conversação por voz. Em outras palavras, VoIP sobre uma rede sem fio. VoWLAN pode ser implementado sobre qualquer dispositivo que acesse a Internet, incluindo um notebook, PDA ou unidades parecidas como um telefone celular. As vantagens principais de VoWLAN aos consumidores são chamadas locais e internacionais mais baratas, chamadas grátis a outras unidades de VoWLAN e um faturamento integrado simplificado de Internet Service Provider (ISP) do telefone.
Neste momento VoWLAN não é popular, a falta da cobertura da rede sem fio. Assim, muitos fornecedores de serviço de VoWLAN têm distribuído telefone celular com wireless e GSM (dual-mode).
Embora VoWLAN e 3G tenham determinadas similaridades, o VoWLAN é diferente no sentido que usa uma rede de Internet wireless (tipicamente 802.11) melhor que uma rede do telefone celular.